# María Gabriela de Faría
María Gabriela De Faría (Caracas, 11 settembre 1992) è un'attrice venezuelana.

## Biografia
Nasce l'11 settembre 1992 a Caracas da Antonio De Faría e María Gabríela Chacón, ha un fratello minore di nome Andrés Alejandro. Comincia la sua carriera lavorando in campagne pubblicitarie, a cinque anni ottiene il suo primo ruolo. Nel 2002 recita in Tropos Íntimos. Nel 2007 è nella telenovela Toda una dama nella parte di Helena Trujillo, una ribelle amante della musica elettronica, e presenta il programma televisivo per bambini La merienda.
La fama arriva l'anno seguente quando ottiene il ruolo di Isabella "Isa" Pasquali, la protagonista della telenovela Isa TVB, che viene prodotta fino al 2010 e approda anche in altri paesi del mondo. Dalla serie vengono pubblicati nel 2009 due album, Isa TKM - La fiesta va a empezar e Isa TK+ - Sigo al corazón. Nel 2011 fa una comparsa speciale nella serie Mentes en Shock. Dal 2011 interpreta la strega cattiva Mía Novoa nella telenovela Grachi, dove partecipa anche alla colonna sonora Grachi - La vida es maravillosamente mágica Volumen 2. Nel 2012 entra nel cast del film El Paseo 2, la cui uscita è il 25 dicembre. Viene scelta per il ruolo di Juana Pérez in La virgen de la calle. Nel 2015 interpreta il ruolo della protagonista Franky Andrade in Io sono Franky, serie prodotta da Nickelodeon.

## Vita privata
Dal 2013 ha una relazione con l'attore Christian McGaffney, conosciuto sul set della telenovela La virgen de la calle, con cui si è sposata il 18 gennaio 2020 a Santiago del Cile in Cile.

## Filmografia

### Cinema
- El paseo 2, regia di Harold Trompetero (2012)
- Crossing Point - I signori della droga (Crossing Point), regia di Daniel Zirilli (2016)
- Pacifico, regia di Gonzalo Gutiérrez (2017)
- Plan V, regia di Fez Noriega (2018)
- The Exorcism of God, regia di Alejandro Hidalgo (2022)
- R#J, regia di Carey Williams (2021)
- The Duel, regia di Justin Matthews e Luke Spencer Roberts (2023)
- Cycles, regia di Oscar Wenman-Hyde (2022)
- The Forfeiture Clause, regia di Karmyn Jones (2023)
- Superman, regia di James Gunn (2025)

### Televisione
- Trapos íntimos – serial TV (2002)
- La señora de Cárdenas – film TV (2003)
- Ser bonita no basta – serial TV, 1 episodio (2005)
- Túkiti, crecí de una – serial TV (2006)
- El don – serial TV (2006)
- Toda una dama – serial TV (2007)
- Isa TVB – serial TV (2008-2010)
- Mentes en Shock – serie TV, 1 episodio (2011)
- Grachi – serial TV  (2011-2013)
- La virgen de la calle – serial TV (2014)
- Io sono Franky – serial TV (2015-2016)
- Vikki cuori in pista (Vikki RPM) – serial TV (2017)
- Sitiados – serie TV (2018)
- Deadly Class – serie TV, 10 episodi (2019)
- The Moodys – miniserie TV, 4 episodi (2019)
- Animal Control – serie TV, 3 episodi (2023)

## Discografia

### Colonne sonore
- 2009 – Isa TKM - La fiesta va a empezar
- 2009 – Isa TK+ - Sigo al corazón
- 2012 – Grachi - La vida es maravillosamente mágica Volumen 2
- 2017 – Yo soy Franky

## Teatro
- Ven a bailar tour (2009-2010)
- Isa Forever Tour (2010-2011)
- Grachi - El show en vivo (2012)

## Riconoscimenti
- Premio Dos de Oro
  - 2007 – Giovane attrice dell'anno per Túkiti, crecí de una
- Meus Prêmios Nick
  - 2009 – Candidatura alla ragazza dell'anno per Isa TVB
  - 2010 – Attrice preferita per Isa TVB
  - 2010 – Candidatura alla miglior coppia con Reinaldo Zavarce per Isa TVB
  - 2016 – Candidatura alla ragazza trendy per Io sono Franky
- Nickelodeon Kids' Choice Awards Messico
  - 2010 – Candidatura al look preferito per Isa TVB
  - 2010 – Personaggio preferito di una serie per Isa TVB
  - 2012 – Candidatura al cattivo preferito per Grachi[14]
  - 2013 – Cattivo preferito per Grachi[15]
  - 2016 – Candidatura all'attrice preferita per Io sono Franky
  - 2017 – Candidatura all'attrice preferita per Io sono Franky
- Nickelodeon Kids' Choice Awards Argentina
  - 2012 – Candidatura al cattivo preferito per Grachi[16]
  - 2013 – Candidatura al cattivo preferito per Grachi[17]
  - 2016 – Candidatura all'attrice preferita per Io sono Franky
- Premio TKM
  - 2013 – Candidatura alla cattiva TKM per Grachi[18]
- Nickelodeon  Kids' Choice Awards
  - 2016 – Candidatura alla stella latina preferita per Io sono Franky
- Nickelodeon Kids' Choice Awards Colombia
  - 2016 – Attrice preferita per Io sono Franky
  - 2017 – Attrice preferita per Io sono Franky

## Doppiatrici italiane
Nelle versioni in italiano delle opere in cui ha recitato, María Gabriela de Faría è stata doppiata da:
- Alessandra Bellini in Io sono Franky[19], Vikki cuori in pista
- Stefania De Peppe in Isa TVB[20]
- Antonella Baldini in Grachi[21]
- Lucrezia Marricchi in Superman
- Selena Bellusi in Deadly Class